# Perisama yebina
Perisama yebina är en fjärilsart som beskrevs av Charles Oberthür 1916. Perisama yebina ingår i släktet Perisama och familjen praktfjärilar. Inga underarter finns listade i Catalogue of Life.